# 中華民国の査証政策
中華民国の査証政策（ちゅうかみんこくのさしょうせいさく）では、中華民国政府が中華民国（台湾）に渡航しようとしている外国人に対して行っている査証（ビザ）政策について記述する。
（2017年7月）現在、中華民国政府は後述の53の国の国籍者については、旅券（パスポート）の残存有効期間が6ヶ月以上あり、且つ短期滞在（観光、商用、知人・親族訪問等の180日以内の滞在で報酬を得る活動をしない場合）に限り、査証免除措置を行っている。

中華民國簽證政策
台湾（中華民国）
90日間査証免除
30日間査証免除
14日間査証免除
到着ビザ
電子ビザ
入出境許可証

## 査証の種類
- 停留簽證
  - 滞在180日以内の外国人に対して発給される査証。観光、商用、知人・親族訪問、会議など。
  - 日本籍退休人員申請停留簽證（日本人退職者ロングステイ数次査証 180日間）
- 居留簽證
  - 180日以上滞在する外国人に対して発給される査証。就労、留学など。
- 打工度假簽證（ワーキング・ホリデー査証）

## 査証免除措置国一覧

### アジア
| 30日以内 - シンガポール - マレーシア | 90日以内 - 日本 - 韓国 |

### 中近東
90日以内
- イスラエル